# Mala Dolina
Mala Dolina je naselje u Općini Brežice u istočnoj Sloveniji. Mala Dolina se nalazi u pokrajini Dolenjskoj i statističkoj regiji Donjoposavskoj. 

## Stanovništvo
Prema popisu stanovništva iz 2002. godine Mala Dolina je imala 71 stanovnika.

### Etnički sastav
1991. godina:
- Slovenci: 88 (98,9%)
- Hrvati: 1 (1,1%)

## Vanjske poveznice
- Satelitska snimka naselja  Arhivirana inačica izvorne stranice od 29. srpnja 2017. (Wayback Machine)